# Phimodera binotata
Phimodera binotata är en insektsart som först beskrevs av Thomas Say 1824.  Phimodera binotata ingår i släktet Phimodera och familjen sköldskinnbaggar. Inga underarter finns listade i Catalogue of Life.